# Киносибирь
«Киносибирь» — смешанное акционерное общество фильмопроизводства и кинофикации, действовавшее на территории Сибирского края в 1926—1929 годах.

## История
Организация была создана в Новосибирске решением бюро Сибкрайкома ВКП(б) от 5 сентября 1926 года в связи с неудовлетворительной работой Совкино на территории Сибирского края, данная компания не смогла в полной мере удовлетворить местное кинодело финансовыми средствами и привлечь к работе квалифицированных сотрудников. Руководители края придавали киноиндустрии огромное значение, так как большое число жителей Сибири не умело писать и читать, из-за чего традиционные методы пропаганды и образования оказывались неэффективными.
1 ноября 1926 года «Киносибирь» начала работу. Пайщиками акционерного общества стали 10 краевых организаций: Крайисполком, Крайсельхозкредит, Крайпроф, Краймолоко и т. д. Выбранный тип организации позволил «Киносибири» управлять заработанными средствами самостоятельно. Студия утверждает свой главный принцип: «деньги от кино на развитие кино».
Для работы были приглашены опытные сотрудники: коммерческий и производственный отделы возглавили бывший омский киновладелец А. Каплун и столичный прокатчик Я. Задорожный, отбывавший административную ссылку в Сибири. Благодаря профессиональному кадровому составу компания добилась прекрасных результатов: создала в городах новые и восстанавила старые кинотеатры, сформировала передвижное кино для деревень, основала курсы киномехаников, развернула сеть магазинов и ремонтных мастерских фото- и кинотоваров. За трёхлетний период работы кинопрокатная сеть увеличилась троекратно. 

### Производство фильмов
Особенно существенный вклад «Киносибирь» внесла в производство фильмов. Сначала на массовом экране дебютировали две совместные работы Я. Задорожного и П. Своркова: «На переломе» (об изменении деревенской жизни в послереволюционный период) и «Золотое дно» (о проблемах сибирского маслоделия), котрые были с восторгом приняты в Сибирском крае и получили положительные отзывы в центральных газетах. Успех от первых фильмов был использован для расширения киносъёмочного процесса, летом 1928 года одновременно действуют семь съёмочных групп, также совершенствуется производственная база.
Из небольшой лаборатории в подвале кинотеатра «Пролеткино» компания переезжает на улицу Добролюбова в реконструированное клубное здание завода «Металлист» с цехом обработки плёнки и монтажными комнатами, здесь же заканчивается постройка съёмочного павильона.
Киностудия осваивает все киножанры. Много внимания уделяется хронике (журналы «Киносибирь», «В помощь земледельцу», «Сибирь на экране»), короткометражным фильмам («Заём укрепления крестьянского хозяйства», «Автопробег», «Пермская на маневрах», «Женский лагерь Осовиахима» и др.), технико-пропагандистским и научно-популярным работам («Как делают мыло», «О чём мычит корова», «Великий Северный Морской путь», «Самоеды полуострова Ямал» и т. д.). Кроме того, «Киносибирь» пробует силы в мультипликации («Первый день Братишкина», 1929) и художественном кино, в 1929 году вышли картины «Конец Журавлихи», «Тунгус с Хенычара», затем — «Огненный рейс». Меньше чем за три года студия выпустила свыше 40 кинолент, треть из которых — полнометражные.

### Ликвидация
В декабре 1929 года «Киносибирь» была ликвидирована, под управление «Совкино» перешли имущество акционерного общества и её фабрика, на базе которой впоследствии были созданы студии «Сибтехфильм» и «Новосибирская кинохроника».